# Bahnhof Neukirch (Lausitz) West

Der Bahnhof Neukirch (Lausitz) West ist eine Betriebsstelle der Bahnstrecke Bautzen–Bad Schandau und der hier abzweigenden Strecke nach Bischofswerda auf dem Gemeindegebiet von Neukirch/Lausitz in Sachsen. Im Reiseverkehr wird er vom Trilex der Linie RB61 (Dresden – Zittau) bedient, Güterverkehrsanlagen bestehen nicht mehr.

## Geschichte
An der Abzweigstelle der Bahnstrecke Bautzen–Bad Schandau, die im Jahr 1877 in Betrieb genommen wurde, zur 1879 eröffneten Strecke nach Bischofswerda wurde 1879 eine Haltestelle Nieder-Neukirch mit Ladestelle angelegt. 1888 wurde sie in Niederneukirch umbenannt. Am 1. Mai 1905 wurde sie zum Bahnhof aufgewertet. 1926 erfolgte eine Umbenennung in Neukirch (Laus) West, 1934 erhielt der Bahnhof die heutige Bezeichnung. 
Das massive Empfangsgebäude entspricht den übrigen Gebäuden an der Strecke Bautzen – Bad Schandau. 
Am 12. Dezember 2004 wurde die Reiseverkehr in der Relation Bautzen – Bad Schandau eingestellt. Dieser Streckenabschnitt wurde 2007 von der DRE übernommen. Hier fahren bis heute regelmäßige Güterzüge ins Schotterwerk Oberottendorf. 2008 wurde das Stellwerk abgerissen, nachdem 2006 alle Weichen und Signale an das Elektronische Stellwerk Bischofswerda angeschlossen wurden.
Auch die Güterverkehrsanlagen wurden aufgegeben und sind nicht mehr an die Schiene angebunden. Der Güterschuppen wurde abgerissen. 
Ehemals gab es ein Befehlsstellwerk im Bahnhof und zwei Wärterstellwerke. Im Westen des Bahnhofes gab es bis 2020 einen einständigen Fachwerk-Lokschuppen, vor dem sich eine Drehscheibe befand. Diese wurde 1977 ausgebaut. 
Aufgrund der Lage – der Bahnhof liegt etwa zwei Kilometer von Niederneukirch entfernt – spielte er im Personenverkehr nie eine große Rolle. Der Bahnhof Neukirch (Lausitz) Ost liegt wesentlich näher am Ort. Heutzutage hat Neukirch West daher lediglich die Rolle eines Bedarfshalts für Regionalbahnen, während am benachbarten Haltepunkt Neukirch (Lausitz) Ost alle Regionalbahnen und Regionalexpresse halten. Eine gewisse Bedeutung hat Neukirch (Lausitz) West heute noch für den Ausflugsverkehr ins Lausitzer Bergland. Direkt am Bahnhof beginnen die Wanderrouten zum Valtenberg und zur Wesenitzquelle.
Aktuell (Stand 2024) wird nur noch der Hausbahnsteig (Gleis 1) genutzt. Der nach 1990 erneuerte Bahnsteig an Gleis 2 wurde Ende 2002 wegen der fehlenden Reisendensicherung am niveaugleichen Gleisübergang gesperrt.
Im Jahr 2014 halten im Bahnhof Neukirch (Lausitz) West die Regionalbahnen der Relation Dresden–Zittau. Als Kreuzungsbahnhof dient er im Personenverkehr nur mehr für eine werktägliche Kreuzung zwischen einer durchfahrenden und einer haltenden Regionalbahn. Im Güterverkehr wird er von den Bedienungsfahrten zum Anschluss Steinbruch Oberottendorf berührt, die hier ihre Fahrtrichtung wechseln müssen.
Das Empfangsgebäude befindet sich in Privatbesitz.